# Алмансхофен
Алмансхофен (њем. Allmannshofen) општина је у њемачкој савезној држави Баварска. Једно је од 46 општинских средишта округа Аугсбург. Према процјени из 2010. у општини је живјело 863 становника. Посједује регионалну шифру (AGS) 9772114.

## Географија
Алмансхофен се налази у савезној држави Баварска у округу Аугсбург. Општина се налази на надморској висини од 440 метара. Површина општине износи 10,3 km².

## Становништво
У самом мјесту је, према процјени из 2010. године, живјело 863 становника. Просјечна густина становништва износи 84 становника/km².

## Међународна сарадња
| Мјесто | Држава    | Врста сарадње | Од    |
| ------ | --------- | ------------- | ----- |
| Бјел   | Француска | партнерство   | 1973. |
| Извор  |           |               |       |